# Ohakunea bicolor
Ohakunea bicolor är en tvåvingeart som beskrevs av Edwards 1927. Ohakunea bicolor ingår i släktet Ohakunea och familjen slemrörsmyggor. Inga underarter finns listade i Catalogue of Life.